# Mary Murillo
Mary Murillo, nata Mary O'Connor (Bradford, 22 gennaio 1888 – Ickenham, 4 febbraio 1944), è stata una sceneggiatrice britannica.

## Biografia
Nata in Gran Bretagna, di nazionalità irlandese, fu sceneggiatrice e scrittrice. Cominciò a lavorare per il cinema negli USA con un soggetto scritto per la Vitagraph. Tra i suoi lavori, cinque melodrammi per Theda Bara tra cui East Lynne del 1916.
Dal 1916 al 1917, fu capo sceneggiatore alla Fox. Lavorò anche per la Metro e per gli inglesi Stoll Studios.
Benché, dato il nome, si pensasse a lei come a una scrittrice di area latina, in verità era irlandese e Murillo era uno pseudonimo.

## Filmografia
- A Strand of Blond Hair, regia di George D. Baker - storia (1914)
- Mavis of the Glen, regia di Robert Z. Leonard - scenario (1915)
- The Little Gypsy, regia di Oscar Apfel - scenario (1915)
- The Unfaithful Wife, regia di J. Gordon Edwards - scenario (1915)
- A Soldier's Oath, regia di Oscar Apfel - scenario (1915)
- The Green-Eyed Monster, regia di J. Gordon Edwards - scenario (1916)
- A Parisian Romance, regia di Frederick A. Thomson - scenario (1916)
- Gold and the Woman, regia di James Vincent - scenario (1916)
- Blazing Love, regia di Kenean Buel - scenario (1916)
- The Eternal Sappho, regia di Bertram Bracken - scenario (1916)
- Sins of Men, regia di James Vincent  - scenario (1916)
- East Lynne, regia di Bertram Bracken - scenario (1916)
- Ambition, regia di James Vincent  - scenario (1916)
- The Unwelcome Mother, regia di James Vincent  - scenario (1916)
- Her Double Life, regia di J. Gordon Edwards - storia e scenario (1916)
- The War Bride's Secret, regia di Kenean Buel - scenario (1916)
- Love and Hate, regia di James Vincent - scenario (1916)
- Il pirata dell'amore (The Vixen), regia di J. Gordon Edwards - sceneggiatura (1916)
- The Bitter Truth, regia di Kenean Buel - storia e sceneggiatura (1917)
- Love Aflame (o Hearts Aflame) , regia di James Vincent, Raymond Wells - sceneggiatura (1917)
- The New York Peacock, regia di Kenean Buel (1917)
- Sister Against Sister, regia di James Vincent - storia e sceneggiatura (1917)
- Love's Law, regia di Tefft Johnson  (1917)
- Tangled Lives, regia di J. Gordon Edwards (1917)
- She, regia di Kenean Buel (1917)
- Two Little Imps, regia di Kenean Buel (1917)
- Jack and the Beanstalk, regia di Chester M. Franklin e Sidney Franklin (1917)
- Wrath of Love, regia di James Vincent (1917)
- Outwitted, regia di George D. Baker (1917)
- The Eternal Mother, regia di Frank Reicher (1917)
- The Secret of the Storm Country, regia di Charles Miller (1917)
- The Avenging Trail, regia di Francis Ford (1917)
- Cheating the Public, regia di Richard Stanton (1918)
- The Reason Why, regia di Robert G. Vignola - scenario (1918)
- Her Only Way, regia di Sidney Franklin (1918)
- The Forbidden City, regia di Sidney Franklin (1918)
- The Panther Woman, regia di Ralph Ince ([918)
- The Heart of Wetona, regia di Sidney Franklin (1919)
- The Other Man's Wife, regia di Carl Harbaugh (1919)
- Mothers of Men, regia di Edward José (1920)
- Yes or No, regia di Roy William Neill (1920)
- The Wonderful Chance, regia di George Archainbaud - sceneggiatura (1920)
- The New York Idea, regia di Herbert Blaché (1920)
- Passion Flower, regia di Herbert Brenon (1921)
- The Sign on the Door, regia di Herbert Brenon (1921)
- Perjury, regia di Harry F. Millarde (1921)
- Shams of Society, regia di Thomas B. Walsh - adattamento (1921)
- Moonshine Valley, regia di Herbert Brenon (1922)
- The Sins Ye Do, regia di Fred LeRoy Granville (1924)
- La Princesse aux clowns, regia di André Hugon (1924)
- Forbidden Cargoes, regia di Fred LeRoy Granville (1926)
- A Woman Redeemed, regia di Sinclair Hill (1927)
- The White Sheik, regia di Harley Knoles (1928)
- Mon gosse de père, regia di Jean de Limur (1930)
- Accusée, levez-vous!, regia di Maurice Tourneur (1930)
- My Old Dutch, regia di Sinclair Hill (1934)